# Бенуза, Мохамед
Мохамед Бенуза (араб. محمد بنوزة‎; род. 26 сентября 1972, Оран) — алжирский футбольный арбитр. С 2001 года включен в список арбитров ФИФА. В 2003 и 2007 годах судил чемпионат мира по футболу среди молодёжных команд, а в 2006 и 2008 годах матчи Кубка Африканских Наций. Мохамед Бенуза по профессии предприниматель.

## Судейская карьера
В 2006 году в Египте, в 2008 году в Гане и в 2010 году в Анголе Мохамед Бенуза обслуживал матчи Кубка Африканских Наций.
В 2007 году на молодёжном чемпионате мира по футболу, который проходил в Канаде, Мохамед Бенуза судил матчи между сборными Панамы и Северной Кореи и сборными Новой Зеландии и Мексики. Также он судил чемпионаты мира среди молодёжных команд в 2003 году и в 2009 году в ОАЭ и Египте, соответственно.
Мохамед Бенуза был включен в расширенный список арбитров на чемпионат мира по футболу 2010, но был вычеркнут из списка из-за плохой физической формы.